# John Smith (baron Kirkhill)
Pour les articles homonymes, voir John Smith.
John Farquharson Smith, baron Kirkhill (né le 7 mai 1930 et mort le 21 mars 2023) est un homme politique britannique.

## Biographie
John Smith est Lord Provost d'Aberdeen de 1971 à 1975 et ministre d'État de l'Écosse du 8 août 1975 au 15 décembre 1978. Il est créé pair à vie en tant que baron Kirkhill, de Kirkhill dans le district de la ville d'Aberdeen le 17 juillet 1975 et siège comme travailliste.
John Smith est président du North of Scotland Hydro-Electric Board de 1979 à 1982. Il prend sa retraite de la Chambre des lords le 30 avril 2018 .